# ゆがふぅふぅ
『ウチナーアットホームTV ゆがふぅふぅ』（ウチナー・アットホーム・テレビ ゆがふぅふぅ）は、2011年4月11日から2016年3月18日まで沖縄テレビで放送していたテレビ番組である。同年5月5日からはホームドラマチャンネルでも放送されていた。
同年6月3日（暦日では翌6月4日）から深夜 にOTVで放送されていた派生番組『GONGON』についても併せて記述する。

## 概要
開始当初から2015年3月9日まで、月曜19時台で「ウチナーアットホームTV」としてアイモコの家に来た来客者（ゲスト）とトークするパートと途中に隣人（という設定）のハーフ芸人が「ウチナーグチなぞなぞ」を挟んでアイモコの家のテレビ（途中からは撤去）で放送される「GONGON」という名のコントパートで構成されていた。アイモコがMCを務めるのは本番組が初めてとなる
2015年3月30日、フジテレビ（ほか大半の系列局）で放送されている『ネプリーグ』がネットワークセールス枠に転換されるため、2015年4月17日から金曜19時台に移動 と同時に「うまんちゅいちゃりばTV」としてリニューアル。アイモコとGONGONのキャラクターとゲストが沖縄県内の街を歩き、そこで出会った人達と《おともだち》の証としてハイタッチで締める散歩（散策）パートと月曜時代から継続されていた「GONGON」パートで構成されていた。
2016年3月18日をもって放送終了。番組は5年間の歴史に幕を下ろした。

## 放送時間

### OTV
- 金曜 19時 - 19時27分（JST）
2015年3月までの放送時間は月曜 19時 - 19時30分。フジテレビからの特別番組があるときでも、本番組の放送と日本テレビの『おしゃれイズム』の時差ネット放送を優先して短縮版を放送することが多い。一部の単発特番と19時台もネットワークセールスに指定されるスポーツ中継の特番があるときは本番組を休止し、『おしゃれイズム』の時差ネット放送も日時変更の上で特番の放送を優先する。『おしゃれイズム』が1時間スペシャルで放送される際には、本番組は休止になる。

### ホームドラマチャンネル
- 金曜 2時15分 - 2時45分（木曜深夜、31日遅れ）
無料放送している[3]。ホームドラマチャンネルの番組表では『ウチナーアットホームTV』と表記されている。

## トークコーナー
アイモコ宅には毎回ゲストが訪れるトークコーナーがあり、帰り際には仏壇に「ウートートー」する。
変わった隣人
ご近所に住むハーフ芸人ニッキーにより沖縄方言を用いたなぞなぞが出題される。
ゲスト一覧
| 放送日   | ゲスト                                                    |
| -------- | --------------------------------------------------------- |
| 4月11日  | RYOEI                                                     |
| 4月25日  | ドラゴンエマニエル                                        |
| 5月2日   | 中沢初絵                                                  |
| 5月9日   | プロパン7                                                 |
| 5月16日  | jujumo                                                    |
| 5月23日  | サンサナー                                                |
| 5月30日  | ZUKAN                                                     |
| 6月6日   | ポニーテールリボンズ                                      |
| 6月13日  | まーちゃん                                                |
| 6月20日  | 池田卓                                                    |
| 6月27日  | 大城友弥                                                  |
| 7月4日   | 津波信一                                                  |
| 7月11日  | しゃかりチアキ                                            |
| 7月18日  | Manami                                                    |
| 7月25日  | 「オリジンコーポレーション」 リップサービス・ノーブレーキ |
| 8月1日   | ハンサム                                                  |
| 8月8日   | きいやま商店                                              |
| 8月15日  | DOKUTOKU460城間英樹 クリエイター仲間のみなさん            |
| 8月22日  | パーラナイサーラナイ                                      |
| 8月29日  | 新垣勉                                                    |
| 9月5日   | 仲田まさえ 普久原明                                       |
| 9月12日  | 福田萌子                                                  |
| 9月19日  | MONGOL800                                                 |
| 9月26日  | 川原さぶ                                                  |
| 10月10日 | ディアマンテス                                            |
| 10月24日 | 「琉球ゴールデンキングス」 与那嶺翼・並里成               |
| 10月31日 | ひーぷー                                                  |
| 11月7日  | こきざみインディアン                                      |
| 11月14日 | ニッキー                                                  |
| 12月5日  | サマリタン・ドブー サマリタン・チリー                     |
| 12月12日 | ティンクティンク                                          |
| 12月19日 | キャンヒロユキ パッション屋良                             |

| 放送日   | ゲスト                                              |
| -------- | --------------------------------------------------- |
| 1月9日   | かでかるさとし                                      |
| 1月23日  | 比嘉光龍                                            |
| 1月30日  | ベンビー                                            |
| 2月6日   | 宮沢和史 ディアマンテス                             |
| 2月13日  | 西向幸三 糸数美樹                                   |
| 2月20日  | 篠宮龍三                                            |
| 2月27日  | 石川清貴 島洋                                       |
| 3月12日  | シベリアンスカンク                                  |
| 3月19日  | 下地勇                                              |
| 4月9日   | パッション屋良 ドラゴンエマニエル                   |
| 4月23日  | 上間綾乃                                            |
| 4月30日  | 城間やよい よっちゃん                               |
| 5月7日   | HY                                                  |
| 5月14日  | 藤木勇人                                            |
| 5月21日  | 川畑アキラ                                          |
| 5月28日  | 「月・太陽・☆」 チアキ 仲田かおり 松田しのぶ        |
| 6月4日   | ma-mi                                               |
| 6月11日  | 山城智二                                            |
| 6月18日  | 照屋政雄                                            |
| 6月25日  | 豊永盛人                                            |
| 7月2日   | Glean Piece                                         |
| 7月9日   | ラッキーカラーズ                                    |
| 7月16日  | Manami                                              |
| 8月6日   | 怪談師 王子 いさお名ゴ支部                          |
| 8月20日  | ARIA 古澤巌                                         |
| 9月3日   | 宮城光男                                            |
| 9月10日  | 仲田幸子 仲田まさえ                                 |
| 9月17日  | 古謝美佐子                                          |
| 9月24日  | サマリタン・ドブー サマリタン・チリー               |
| 10月8日  | 三好ジェームス 琉球コラソン                         |
| 10月22日 | 辺銀食堂の辺銀夫婦                                  |
| 10月29日 | 福田萌子 AKINA                                      |
| 11月5日  | 「D-51」 YASU YU                                    |
| 11月12日 | 山城智二 仙頭武則 津波信一                          |
| 11月19日 | 「green note coaster」 金城美織 佐々木皓太 田中秀樹 |
| 11月26日 | 知花竜海                                            |
| 12月3日  | 知花竜海                                            |
| 12月10日 | 照屋林賢                                            |

| 放送日   | ゲスト                                                     |
| -------- | ---------------------------------------------------------- |
| 1月7日   | とぅるるんてん                                             |
| 1月21日  | クロード・ガニオン 宮平貴子                                |
| 1月28日  | 比嘉光龍 ハリスさん                                        |
| 2月4日   | ハンサム 仲座健太 金城博之                                 |
| 2月11日  | きいやま商店                                               |
| 2月18日  | 下地暁                                                     |
| 2月25日  | MONGOL800                                                  |
| 3月11日  | ジョニー宜野湾 &WALEWALE                                   |
| 3月25日  | 成底ゆう子                                                 |
| 4月15日  | ゆうりきや〜                                               |
| 4月29日  | ぱんだる50cc                                               |
| 5月13日  | 名嘉睦稔                                                   |
| 5月20日  | 北山亭メンソーレ                                           |
| 5月27日  | 俵万智                                                     |
| 6月3日   | まーちゃん                                                 |
| 6月10日  | 新垣正弘 東由希惠                                          |
| 6月10日  | ゆがふぅふぅ in 東京                                       |
| 6月24日  | DJ SASA 仲田まさえ 村吉茜                                  |
| 7月1日   | BREATHE                                                    |
|          | ニッキー 川満聡                                            |
| 7月29日  | アイバン 豊永盛人                                          |
| 8月5日   | ASIAN 4 FRONT                                              |
| 8月12日  | 大兼のぞみ 初恋クロマニヨン                                |
| 8月19日  | 仲田幸子 仲田まさえ                                        |
| 8月26日  | 山城智二                                                   |
| 9月2日   | アルベルト城間 トム仲宗根                                  |
| 9月19日  | サンサナー                                                 |
| 9月16日  | ゆがふぅふぅ放送100回記念スペシャル！！ 川満聡・渡久地政賢 |
| 9月23日  | モンゴル800                                                |
| 9月23日  | モンゴル800                                                |
| 10月7日  | jimama                                                     |
| 10月14日 | きいやま商店                                               |
| 10月28日 | 上間綾乃                                                   |
| 11月4日  | ぐるくんず                                                 |
| 11月11日 | オレンジレンジ                                             |
| 11月18日 | しゃかり                                                   |
| 11月25日 | Ryuty                                                      |
| 12月2日  | 池田卓                                                     |
| 12月9日  | 荒木とよひさ                                               |
| 12月16日 | 城間英樹 福永☆周平                                         |

| 放送日  | ゲスト                                                     |
| ------- | ---------------------------------------------------------- |
| 1月6日  | ベンビー                                                   |
| 1月13日 | （FC琉球） 真栄城選手 砂川選手                             |
| 1月20日 | （ハルサーエイカー） サマリタン・ドブー サマリタン・チリー |
| 2月3日  | 仲宗根梨乃                                                 |

## GONGON

### 概要
2011年11月26日開催の『第36回九州映像祭ミニ番組コンテスト』において、準グランプリを受賞した。

### 放送時間
- 毎週金曜 25:05 - 25:20 （2011年6月3日 - 2011年9月30日）
- 毎週土曜 25:05 - 25:20 （2011年10月1日 - 2012年1月14日）
- 第2・第4・第5土曜 25:05 - 25:20 （2012年1月28日 - 2012年6月30日）
- 第2・第4・第5土曜 26:05 - 26:20 （2012年7月14日 - ）

### コーナー
ヤンとアラン
久米島出身芸人ドラゴンエマニエルがウチナーヤンキーに扮し沖縄県内各所にてアンケート勝負をする。当初は、負けた方がパンチを入れられてしまう形式だった。2011年8月頃からは、10個の食べ物を○×の数に応じて分け合う形式となった。
| 放送日   | 質問                                             | ○ （ヤンドー） | × （アランドー） | 今日のまとめ                                                             |
| -------- | ------------------------------------------------ | -------------- | ---------------- | ------------------------------------------------------------------------ |
| 4月11日  | 65才以上はオバァ（ハーメー）ヤンドー？？         | 1              | 9                |                                                                          |
| 4月25日  | 天ぷらーを差し入れた事がある？？                 | 6              | 4                | 沖縄では「天ぷら」を差し入れしても、されても、でーじ（とても）喜ばれる！ |
| 5月2日   | 夏の甲子園の決勝、生放送で観た？？               | 8              | 2                | 沖縄で高校野球は老若男女を問わず大人気だ！！                             |
| 5月9日   | タンカーユーエー経験者だ？？                     | 8              | 2                | 沖縄にとってタンカーユーエーはとっても大切なお祝いだ！                   |
| 5月16日  | エイサーを踊ったことがある？？                   | 4              | 6                | 那覇でエイサー経験者は少数派だ！！                                       |
| 5月23日  | エイサーを踊ったことがある？？（中部編）         | 8              | 2                | 沖縄で最もエイサーが盛んなのは沖縄市だ！！                               |
| 6月6日   | 模合（もあい）をやっている？？                   | 7              | 3                | 沖縄の人にとって模合は人と人との繋がりや絆を深めてくれる大切な習慣だ！！ |
| 6月13日  | 家に仏壇（トートーメー）がある人？               | 4              | 6                | 沖縄の人にとってトートーメーは家族の中心であり財産だ！                   |
| 6月20日  | マブイを落としたことがある人？                   | 7              | 3                | 沖縄にはいろんな人のマブイがたくさん落ちている！                         |
| 8月15日  | 1から10までウチナーグチで数えられる人？          | 4              | 6                | みんなでウチナーグチかそえうたを覚えて歌おう！                           |
| 8月22日  | 三線を弾ける人？中部編                           | 7              | 3                | 老いも若きも、三線片手に弾きならそう！                                   |
| 8月29日  | ＄（ドル）を使ったことがある人？                 | 6              | 4                | ウチナーンチュは円もドルも上手に使いこなす！                             |
| 9月5日   | 毎年欠かさずウークイに参加してる人？             | 7              | 3                | ウークイは、ウチナーンチュにちょって一大イベントであり、特別な日だ！     |
| 9月12日  | 「北谷」ちゃんと言える人？                       | 2              | 8                | 北谷をちゃんと言えてこそ沖縄通だ！                                       |
| 9月19日  | 週に3回、沖縄そばを食べる人？名護編              | 4              | 6                | 名護の人はそば好きだがほどほどに食べている！                             |
| 9月26日  | 名護はヤンバル？                                 | 10             | 0                | 名護は間違いなくヤンバルだ！                                             |
| 10月10日 | 牛オーラセー（闘牛）を観た事がある人？inうるま市 | 7              | 3                | 闘牛は、うるま市民からモ〜っとも愛されている大衆娯楽だ！                 |
つぶやぎシルー
いさお名ゴ支部演ずる山羊が沖縄の黄金言葉（＝ことわざ、教訓）を駆使して難を逃れるコーナーである。
トリビュートソング（開始から数回放送）
後世に残したい沖縄の歌を紹介するコーナーである。
ウチナー芸人パーラナイサーラナイの○○
パーラナイサーラナイがウチナーグチを体で表現するコーナーである。
チブル誠仁
仲座健太演ずる「チブル誠仁」がつぶやくコーナーである。途中から番組冒頭・エンディングのコーナーとして固定。
方言札1972
沖縄復帰直前の1972年の小学校の教室を舞台とした芸人によるコント。ウチナーヤマトグチを話してしまった児童を先生に告げ口し、相当する標準語で言い換えてみせることで、ウチナーヤマトグチと標準語の語感の違いを理解する。なお、方言札そのものは登場しない。とある回で「教頭先生が離島の小学校へ転勤するが、そこの学校では舞台である小学校よりウチナーヤマトグチが酷く教頭先生が困惑する」コントが放送されたが、この回以降放送されていない（事実上の最終回）。
なんでも鑑定（カンティー）団
沖縄方言「カンティー」（共通語の「兼ねて＝〜しようとしてできない」にあたる）を用いたコントである。
SERGEANT KING JOE
This is a 金城演ずるキングジョー軍曹の空耳コーナーである。
逆立ち幽霊
ベンビー扮する逆立ち幽霊の逆さネタのコーナーである。
伝説のギタリスト チャー

まぶやー・まぶやー
気の小さい少年「琉児」が驚いた拍子にマブヤーを落としてしまうコント、当初は「琉児のマブヤー」というタイトルであった。
照屋守男
ベンビー扮するヤモリの「照屋守男」が話すつぶやきネタのコント。最後は必ず母ちゃん（演：スズカー）に怒られるというオチで締める
でーびるマン
ウチナーグチを守る正義の味方である。
ER 緊急命名室
ERのパロディコント。とある病院の措置室に運ばれた「何かをしている（または何かになっている）」患者に医者たちがウチナーグチで命名するコント（例：悪ガキ→やなわらばー）。このコントのERの意味は動詞の接続詞としての「ER」である。
ゆっことキッコ